# Amr Ier (Saffarides)
Amr bin Layth était le frère de Ya`qûb bin Layth as-Saffâr, le fondateur de la dynastie des Saffarides. Il succéda à Ya`qûb à sa mort en 879 mais fut battu par les Samanides en 900. Il fut forcé de restituer le Khorassan, et les Saffarides furent par la suite essentiellement confinés à leur fief du Sistan, leur rôle étant réduit à ceux de vassaux des Samanides et de leurs successeurs. Battu par le Samandide Ismaïl Ier à Balkh en 900, il est exécuté à Bagdad sur ordre du calife Al-Muktafi le 20 avril 902.